# Woodford, South Carolina
Woodford är en kommun (town) i Orangeburg County i South Carolina. Vid 2010 års folkräkning hade Woodford 185 invånare.